# Manfred Nink
Manfred Nink (* 27. April 1950 in Trier) ist ein deutscher Politiker (SPD).

## Ausbildung, Beruf und Familie
Von 1964 bis 1968 absolvierte Nink eine als Lehre als Kfz-Mechaniker und war anschließend kurzzeitig in dem Beruf tätig. 1969 verpflichtet sich Nink bis 1976 als Soldat auf Zeit. In den Jahren 1975 bis 1978 absolvierte er eine Ausbildung zum staatlich geprüften Techniker. Anschließend war er bis 1996 Beamter des mittleren technischen Dienstes der Bundeswehrverwaltung in Homburg und Trier.
Nink ist verheiratet und hat zwei Kinder.

## Politik
Nink ist seit 1969 SPD-Mitglied. Bis in die 1990er Jahre bekleidete er jedoch keine Ämter. Von 2001 bis 2009 war er stellvertretender Vorsitzender des SPD-Regionalverbands Rheinland. 2002 wurde er zum Vorsitzenden des SPD-Kreisverbands Trier-Saarburg gewählt. Von 2002 bis 2005 war er zudem Mitglied des Landesvorstands der Arbeitsgemeinschaft für Arbeit (AfA) in der SPD.
1994 wurde Nink in den Ortsgemeinderat Kenn gewählt. Von 1996 bis 2009 war er zudem Ortsbürgermeister der Gemeinde und von 1994 bis 2005 Mitglied des Verbandsgemeinderats Schweich und SPD-Fraktionsvorsitzender.
Von 2001 bis 2009 war Nink Abgeordneter des Rheinland-Pfälzischen Landtages. Dort war er Mitglied und stellvertretender Vorsitzender im Ausschuss für Wirtschaft und Verkehr.
Nink kandidierte als Direktkandidat für den Wahlkreis Trier bei der Bundestagswahl 2009. Er unterlag gegen den CDU-Kandidaten Bernhard Kaster, zog jedoch über die Landesliste Rheinland-Pfalz in den Deutschen Bundestag ein. Bei der Bundestagswahl 2013 trat er nicht wieder an.